# Wende (Schwimmen)
Die Wende bezeichnet beim Schwimmen einen Richtungswechsel, der meist 180 Grad – also eine halbe Drehung – beträgt.

## Schwimmen

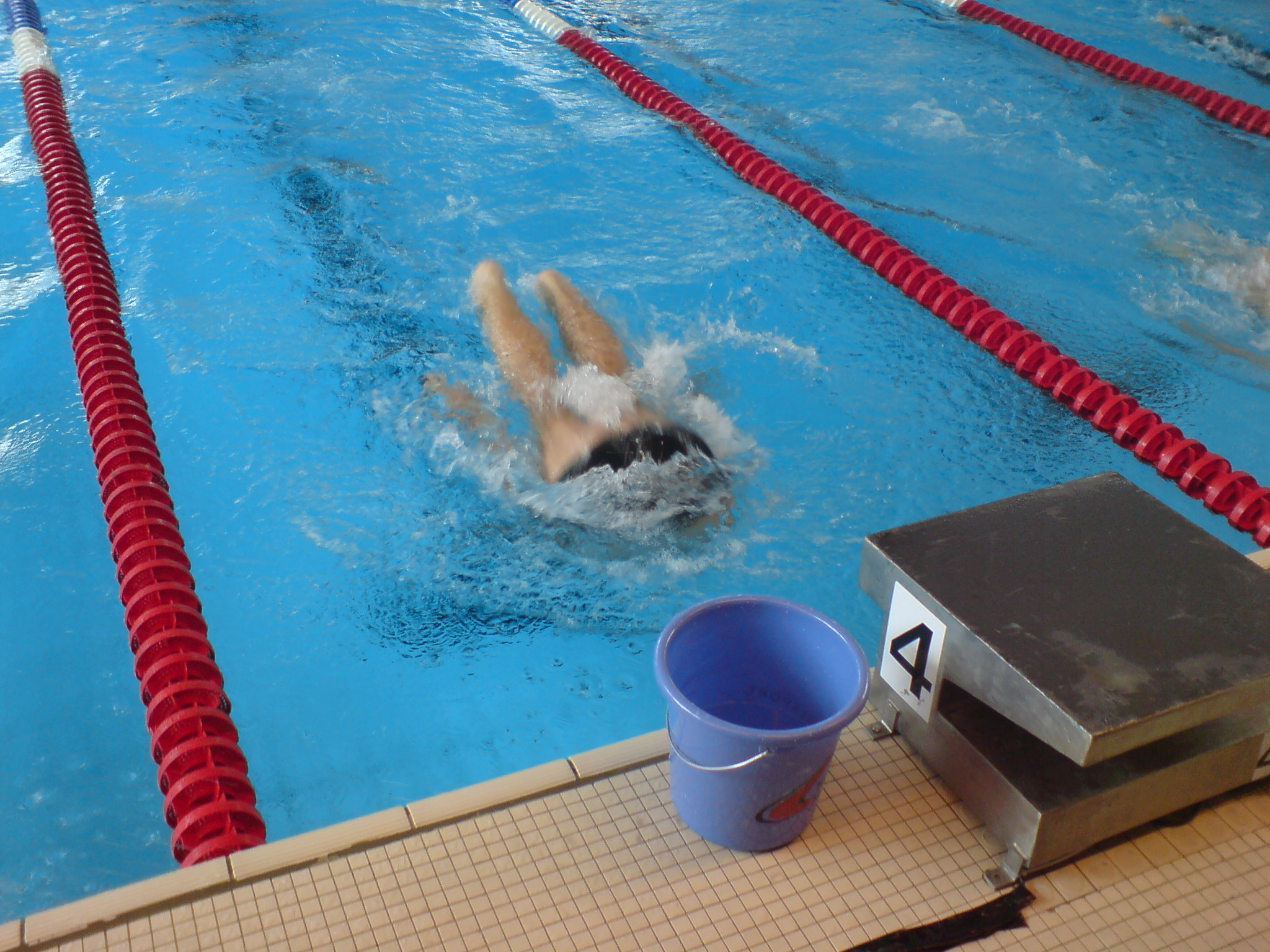
Ein Schwimmer bei der Wende

Die Wende beim Schwimmen hat je nach Schwimmstil verschiedene Formen.
Beim Freistil- und Kraulschwimmen wird meist eine Rolle (Rollwende) vorwärts (180°) mit einer anschließenden oder gleichzeitigen Schraube um 180° durchgeführt. So gelangt man in die Ausgangsposition für ein optimales Abstoßen der Füße von der Wand. Die Wende darf hier aber auch „flach“, also ähnlich der Brustwende, erfolgen. Das Regelwerk des Deutschen Schwimmverbandes schreibt lediglich vor, dass die Wand mit einem beliebigen Teil des Körpers berührt werden muss. Im Anschluss an die Wende darf eine Strecke von höchstens 15 m untergetaucht zurückgelegt werden.
Beim Brustschwimmen müssen nach dem Regelwerk des Deutschen Schwimmverbandes beide Hände gleichzeitig die Beckenwand berühren. Dann folgt eine schnelle Drehung des Körpers oder eine Rolle und ein Abstoßen der Beine vom Beckenrand. Nach der Wende darf ein vollständiger Bewegungszyklus unter Wasser erfolgen.
Die Wende beim Delphin- bzw. Schmetterlingschwimmen wird wie die Brustwende ausgeführt. Es muss mit beiden Händen in Brustlage angeschlagen werden, allerdings darf nach der Wende eine Strecke von 15 m untergetaucht zurückgelegt werden.
Beim Rückenschwimmen dreht sich der Schwimmer kurz vor der Wand in die Bauchlage und dreht sich wie bei der Kraulrollwende um die Körperquerachse. Dies geschieht um 180°, bis die Füße die Wand berühren und sich der Schwimmer in Rückenlage abstoßen kann. Es folgt eine Tauchphase mit Delfinbeinschlag, bis der Schwimmer langsamer wird und an der Wasseroberfläche in den Rückenkraulstil übergeht. Alternativ dazu kann auch eine Tellerwende vollzogen werden.
Im Falle vom Lagenschwimmen müssen die Wenden auf verschiedene Weisen ausgeführt werden. Wird der Schwimmstil bei einer Wende nicht gewechselt zum Beispiel nach 50 m auf der Strecke 400 m Lagen zwischen, so gelten die Regeln der aktuell geschwommenen Schwimmart. In den anderen drei Fällen, in denen die Lage gewechselt wird (Schmetterling auf Rücken, Rücken auf Brust oder Brust auf Kraul) muss die Bahn gemäß der Schwimmregeln der aktuellen Lage beendet werden und nach den Regeln der nächsten Lage wird die neue Bahn eingeleitet. Das heißt zum Beispiel für die Schmetterling-Rücken-Wende, dass zunächst mit beiden Händen gleichzeitig angeschlagen werden muss, sich dann in Rückenlage begeben muss, um sich dann in Rückenlage abzustoßen.

## Wasserball
Beim Wasserball wird eine Wende benötigt, um schnell von Angriff in Verteidigung zu wechseln. Hierbei wird aus der Bauchlage in die Rückenlage oder in die Bauchlage gewechselt.
Der Wechsel von Bauchlage in Rückenlage ist besser, denn dieser ist schneller, einfacher und man hat nach der Wende die Übersicht über das kommende Angreiferfeld. Hierzu muss – ausgehend von der Ballkraul-Lage – ein schneller Stopp durchgeführt werden. Währenddessen werden die Beine in angehockter Stellung rechts oder links am Körper nahe der Wasseroberfläche vorbeigezogen. Wenn die Beine vor dem Körper sind, wird eine Schwunggrätsche mit den Beinen durchgeführt und die Arme gleichzeitig in die neue Schwimmrichtung geführt. Nun wird der normale Rückenkraulstil angewendet. Fühlt sich der Schwimmer nach drei bis vier Armzügen zu langsam, kann er sich auch in die Bauchlage drehen und den schnelleren Kraul- bzw. Ballkraulstil durchführen.
Der Wechsel von Bauchlage in Bauchlage ist anspruchsvoller, aber dafür in alle Richtungen ausführbar. Hierzu muss – wieder ausgehend von der Ballkraul-Lage – ein schneller Stopp und eine Drehung durchgeführt werden. Während der gesamten Bewegung befindet sich der Kopf über Wasser und die Beine nahe der Wasseroberfläche. Zunächst wird mit einem Arm die Bewegung gestoppt, dann zieht das gleichseitige Knie in Richtung dieser Hand. Der andere Arm führt eine streckende Bewegung in Richtung der neuen Schwimmrichtung aus. Die Beine führen eine Schwungbewegung entgegengesetzt zur neuen Schwimmrichtung diagonal nach unten aus. Der „stoppende Arm“ macht den ersten Kraulzug. Von da an geht es mit der normalen Kraulbewegung weiter.